# Michael Bucci
Michael "Mike" Bucci (nascido em 5 de junho de 1972) é um ex-lutador de Luta livre profissional estadunidense. É mais conhecido por seu trabalho na WWE sob o nome de ringue de Mike Bucci.

## Carreira no wrestling profissional

### World Wrestling Entertainment / WWE (1993-2001)
Michael começou sua carreira usando o nome de Mike Bucci. Fez aparições no WWF RAW no ano de 1993, como jobber.

#### ECW (1996-2001)

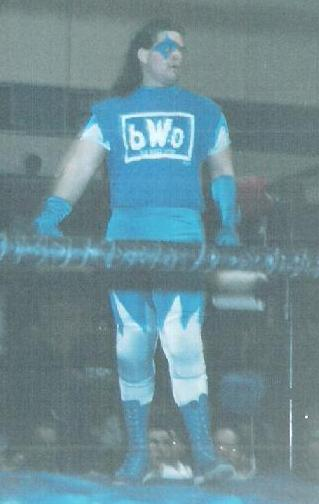
Bucci como "Hollywood" Nova.

Em 1996, estreou na Extreme Championship Wrestling usando o ring name de Nova, aliado ao grupo de Raven (The Flock) junto com Steven Richards e The Blue Meanie. Em pouco tempo, Bucci, Steven e Meanie se tornaram uma paródia da new World order, chamada blue World order, ou bWo. Cada lutador imitava os trejeitos de um lutador da nWO. Bucci criou o personagem "Hollywood" Nova, parodiando o lutador "Hollywood" Hulk Hogan. O grupo perdurou até 1998, quando se separaram e Bucci passou a lutar ao lado de Chris Chetti (com quem depois teve uma feud) até o fim da companhia em 2001.

### Circuito independente (2001-2002)
Com o fim da ECW, Bucci passou a lutar, usando novamento o nome de Nova, em federações independentes ao redor dos Estados Unidos e em outros países, como Austrália e Inglaterra. Durante o ano de 2001, formou uma dupla com Frankie Kazarian, conquistando vários títulos.

### Retorno à WWE (2003)

#### Ohio Valley Wrestling (2003)
No ano seguinte, a WWE contratou Bucci, que foi encaminhado à Ohio Valley Wrestling, o território de desenvolvimento da WWE. No mesmo ano, Bucci conquistou o OVW Heavyweight Championship, vencendo Prototype. O reinado durou cerca de 6 meses, quando perdeu o título para Damaja.
Em 2003, enquanto ainda estava na OVW, Bucci lutou em alguns programas da WWE como WWE Velocity e SmackDown como jobber. Em 2004, começaram a aparecer nos programas da WWE infomerciais de um sistema de emagrecimento chamado "Simon's System". No fim do ano, Bucci estréia no Raw como Simon Dean, um instrutor de fitness criador do Simon's System, que tentava vender seus produtos insultando os fãs acima do peso.